# 城巴N21R線
城巴N21R線是香港一條已取消的巴士路線，由迪士尼樂園往大角咀（維港灣），只於「迪士尼黑色世界」活動節目散場後提供服務。 由於在活動舉行的日子，迪士尼樂園開放時間會延長至晚上十一時，為免散場時段客量導致R8及接駁的城巴機場／北大嶼山路線受到壓力，因此開辦本路線以疏導散場人潮。
本路線曾成為城巴唯一一條有能力與港鐵迪士尼線作有限度競爭的迪士尼巴士路線，然而隨著萬聖節入場人數逐漸下降，加上運作成本不斷增加，最終支撐不住，於2013年1月24日起隨R11及R22線一併停止服務（2012年10月31日為最後一天服務）。

## 歷史
- 2008年10月17日：投入服務，以配合「迪士尼黑色世界」萬聖節活動。
- 2012年10月31日：本路線最後一次提供服務。

## 途經街道
- 幻想道，迴旋處，神奇道，迴旋處，竹篙灣公路，竹篙灣交匯處，北大嶼山公路，青嶼幹線，青衣西北交匯處，長青公路，青衣西路，楓樹窩路，擔桿山交匯處，青荃路，荃青交匯處，荃灣路，葵涌道，長沙灣道，荔枝角道，西九龍走廊，太子道西，荔枝角道，彌敦道，旺角道，洗衣街，亞皆老街，櫻桃街，迴旋處，海輝道及海帆道。

## 沿途各站
| 1                                       | 迪士尼樂園       | 迪士尼公共運輸交匯處           |
| 竹篙灣公路、 北大嶼山公路               |                  |                                |
| 2                                       | 青嶼幹線繳費廣場 | 北大嶼山公路                   |
| 汲水門大橋、青馬大橋                    |                  |                                |
| 3                                       | 青華苑           | 青衣西路                       |
| 4                                       | 長亨邨           | 青衣西路                       |
| 青荃橋； 荃灣路、葵涌道（含荔枝角大橋） |                  |                                |
| 5                                       | 美孚站           | 長沙灣道                       |
| 荔枝角道、西九龍走廊                    |                  |                                |
| 6                                       | 旺角維景酒店     | 荔枝角道                       |
| 7                                       | 通菜街           | 亞皆老街                       |
| 8                                       | 旺角街市         | 亞皆老街                       |
| 9                                       | 銘基書院         | 櫻桃街                         |
| 10                                      | 浪澄灣           | 海輝道                         |
| 11                                      | 維港灣           | 大角咀（維港灣）公共運輸交匯處 |

## 服務時間
- 2008年：10月17、18、24、25、31日及11月1日，2340-0100開
- 2009年：10月23、24、30、31日，2320-0100開
- 2010年：10月15、16、22、23、29、30日，2320-0100開
- 2011年：10月14、15、21、22、28、29日，2320-0100開
- 2012年：10月12、13、19、20、26、27日，2320起開[2]

## 收費
全程收費：$25.0
| - 本線設有12歲以下小童及65歲或以上長者半價優惠。 - 65歲或以上香港居民使用「樂悠咭」，以及12歲以下合資格殘疾兒童使用「殘疾人士身份」個人八達通繳付車資，均可享有每程$2.0或半價（以較低者為準）的票價優惠；12至64歲合資格殘疾人士使用「殘疾人士身份」個人八達通（包括「樂悠咭」），以及60至64歲香港居民使用「樂悠咭」繳付車資，均可享有每程$2.0或全費（以較低者為準）的票價優惠。 - 65歲或以上長者如使用長者或一般個人八達通繳付車資，則只可享有半價優惠；12至64歲合資格殘疾人士如不使用「殘疾人士身份」個人八達通，以及60至64歲人士如不使用「樂悠咭」繳付車資，必須繳付全費。 - 乘客可以現金或八達通於上車時付款，不設找續。 - 每位成人乘客可免費攜帶最多兩名4歲以下而不佔座位的兒童乘客乘車，超額之4歲以下小童必須繳付小童車費乘車。 - 九龍巴士、城巴及龍運巴士全職員工及家屬（不包括外判職員）可免費乘搭本路線，惟必須拍職員或職員家屬八達通。 - 乘客亦可使用AlipayHK「易乘碼」、支付寶、 WeChatHK／微信支付「搭車碼」、銀聯雲閃付「乘車碼」及BOC Pay「乘車碼」、具有感應式支付功能的VISA、Mastercard及銀聯卡，以及Apple Pay、Google Pay及Samsung Pay流動支付平台繳付車資。使用此支付方式的乘客可享有中途下車之分段收費，以及與其他城巴獨營路線或聯營線城巴班次之轉乘優惠，惟不適用於與非城巴路線之轉乘優惠。使用此支付方式的乘客亦不能享有「公共交通費用補貼計劃」及「長者及合資格殘疾人士公共交通票價優惠計劃」。 |